# 杨国宗 (1968年)
杨国宗（1968年6月—），白族，云南大理人，中华人民共和国政治人物，现任中共大理州委书记。长江商学院高级管理人员工商管理硕士学历。

## 生平
1990年8月，杨国宗参加工作，历任共青团云南省委办公室副主任、主任、宣传部部长、副书记，怒江州福贡县委书记，丽江市委常委、组织部长等职。2015年9月，任云南省委组织部副部长。2017年11月，转任省委统战部常务副部长，兼任省政协副秘书长。2020年4月起，出任大理白族自治州人民政府代理州长。2020年5月19日，大理州十四届人大四次会议召开，正式当选大理白族自治州人民政府州长。2021年4月，就任中共大理州委书记、大理军分区党委第一书记。